# Maja Nielsen

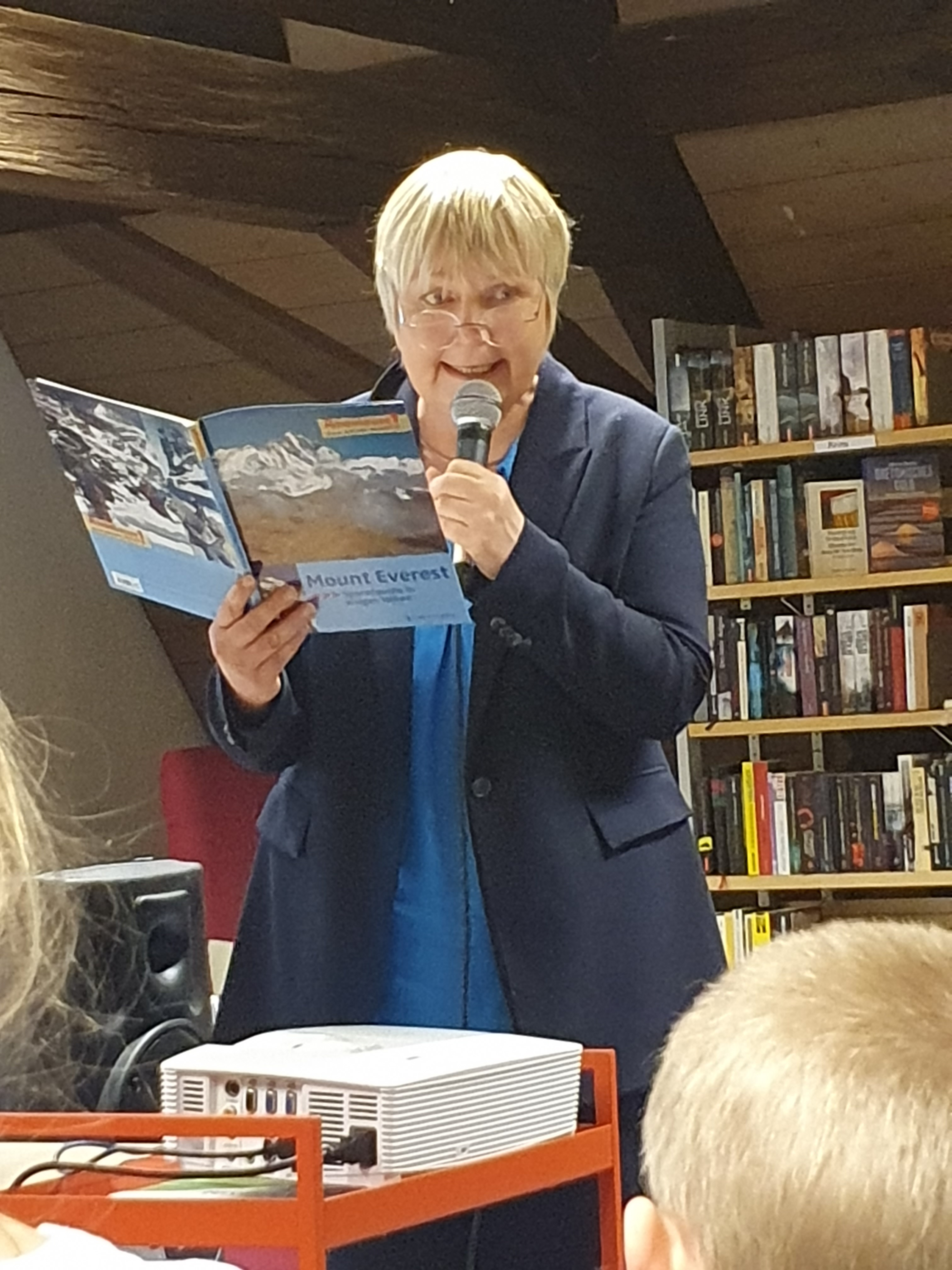
Maja Nielsen liest aus ihrem Buch „Mount Everest“

Maja Nielsen (* 25. März 1964 in Hamburg) ist die Autorin der Hörbuch- und Sachbuchreihe Abenteuer, Maja Nielsen erzählt.

## Leben
Maja Nielsen absolvierte ihr Schauspielstudium an der Hochschule für Musik und Theater, Hamburg. Später übernahm sie Theaterengagements in Hamburg, München, Stuttgart, Tübingen und Kassel. Durch ihre beiden Söhne kam sie zum Schreiben von Abenteuergeschichten. 1998 begann Maja Nielsen als Autorin für den Hörfunk zu arbeiten und veröffentlichte ihre ersten Kinderbücher. Zunächst erschienen ihre Geschichten und Hörspiele im Kinderfunk (HR, WDR, BR, MDR).
Seit 2006 konzentriert sich Maja Nielsen auf die von ihr geschaffene Kindersachbuchreihe „Abenteuer! Maja Nielsen erzählt“ (Gerstenberg Verlag, Hildesheim), die inzwischen 22 Bände umfasst (Stand 02/2014). Ein Geheimnis ihres Erfolges: Maja Nielsen nimmt Kinder und ihre Fragen ernst. Eine weitere Zutat ihres Erfolgsrezeptes liegt im engen Kontakt zwischen der Autorin und ihrem Publikum. Über 150 Lesungstermine jährlich belegen dies eindrucksvoll. Maja Nielsen ist ein gern gesehener Gast auf allen großen Literaturfestivals wie der LitCologne, der Münchner Buchschau oder dem Seiteneinsteiger Festival. 2013 zeichnete der Börsenverein des Deutschen Buchhandels Maja Nielsen als „Lesekünstlerin des Jahres 2013“ aus.
Maja Nielsen hat zwei Söhne und lebt in Rosbach v. d. Höhe.

## Werke
Maja Nielsen befördert ihre Leser mitten hinein in die von ihr behandelten Themen. Eingebettet in spannend erzählte Reportagen transportiert sie mit Hilfe von „Wissensboxen“ in ihrer Sachbuchreihe „Abenteuer! Maja Nielsen erzählt“ präzise recherchierte Informationen quasi „nebenbei“ zu ihren Lesern. Die Autorin fungiert als Brücke zwischen ihrem Publikum und heutigen wie historischen Menschen, die als Experten das jeweilige Wissens-Abenteuer begleiten. Das angebotene Themenspektrum ist groß, reicht von „Fußballhelden“ und „Kolumbus“ über „Marie Curie“ und „Charles Darwin“ bis zu „Dschingis Khan“ und „Kosmonauten“.
Mit ihrem innovativen Konzept überzeugte sie nicht nur Leser aller Altersgruppen, sondern auch das Fachpublikum. Maja Nielsen erhielt für ihr Werk eine Nominierung für den Deutschen Jugendliteraturpreis und zahlreiche Auszeichnungen, unter anderem den Kinder- und Jugendsachbuchpreis 2008 des Vereins für Leseförderung e.V. für die Sachbuchreihe „Abenteuer! Maja Nielsen erzählt“.
Zahlreiche Bände der Reihe „Abenteuer! Maja Nielsen erzählt“ liegen parallel als Hörbuch vor. Hierfür gab es mehrfach das Auditorix Hörbuchsiegel der Initiative Hören e.V. – zuletzt im Oktober 2013 für „Kolumbus - Seefahrer, Entdecker, Abenteurer“. Für die Hörbuchausgabe von „Wikinger. Mit den Nordmännern auf großer Fahrt“ erhielt Maja Nielsen im Juli 2013 die Auszeichnung „CD des Monats“ der Stiftung Zuhören.
Neben der preisgekrönten Sach- und Hörbuchreihe „Abenteuer! Maja Nielsen erzählt“ hat Maja Nielsen mehrere Jugendromane rund um das „Abenteuer Team“ geschrieben. 2013 erschien mit „Feldpost für Pauline“ ein Roman, der sich an ein Lesepublikum ab 12 Jahren richtet und in der Zeit des Ersten Weltkriegs spielt. Für das bereits 2009 publizierte gleichnamige Hörbuch zeichneten die Filmstiftung NRW und die Stadt Wuppertal Maja Nielsen mit dem Deutschen Kinderhörspielpreis aus. 2014 wurde der Roman als Theaterfassung veröffentlicht und am 20. Dezember 2014 an der Studiobühne Bayreuth unter der Regie von Marieluise Müller uraufgeführt.
Mit ihrem Jugendbuch Der Tunnelbauer gewann Nielsen 2025 den Buxtehuder Bullen. Das Buch handelt von einem jungen Mann, der in den 1960er Jahren Tunnel baut, durch die Menschen aus der Deutschen Demokratischen Republik nach Westdeutschland fliehen. Der Inhalt basiert auf der Lebensgeschichte Joachim Neumanns.

### Sachbücher
- Fußballhelden – Der Weg zur Weltmeisterschaft. Gerstenberg Verlag, Hildesheim 2014, ISBN 978-3-8369-4881-4.
- Kolumbus – Seefahrer, Entdecker, Abenteurer. Gerstenberg Verlag, Hildesheim 2013, ISBN 978-3-8369-4878-4.
- Vulkane – Feuer und Asche über Pompeji. Gerstenberg Verlag, Hildesheim 2012, ISBN 978-3-8369-4874-6.
- Wikinger – Mit den Nordmännern auf großer Fahrt. Gerstenberg Verlag, Hildesheim 2012, ISBN 978-3-8369-4876-0.
- Vampire – Die wahre Geschichte von Graf Dracula. Gerstenberg Verlag, Hildesheim 2011, ISBN 978-3-8369-4871-5.
- Pioniere der Lüfte – Der Traum vom Fliegen. Gerstenberg Verlag, Hildesheim 2011, ISBN 978-3-8369-4850-0.
- Napoleon – Der Traum von Macht und Freiheit. Gerstenberg Verlag, Hildesheim 2011, ISBN 978-3-8369-4849-4.
- Tutanchamun – Das vergessene Königsgrab. Gerstenberg Verlag, Hildesheim 2011, ISBN 978-3-8369-4869-2.
- Titanic – Entdeckung auf dem Meeresgrund. Gerstenberg Verlag, Hildesheim 2011, ISBN 978-3-8369-4846-3.
- Magellan – Auf den Spuren des Weltumseglers. Gerstenberg Verlag, Hildesheim 2010, ISBN 978-3-8369-4847-0.
- Marie Curie – Die Entdeckung der Radioaktivität. Gerstenberg Verlag, Hildesheim 2010, ISBN 978-3-8369-4848-7.
- James Cook – Die Suche nach dem Paradies, 2009. Gerstenberg Verlag, Hildesheim ISBN 978-3-8369-4845-6.
- Charles Darwin – Ein Forscher verändert die Welt. Gerstenberg Verlag, Hildesheim 2009, ISBN 978-3-8369-4844-9.
- Dinosaurier – Reise zu den Urzeitriesen. Gerstenberg Verlag, Hildesheim 2008, ISBN 978-3-8369-4843-2.
- Jane Goodall und Dian Fossey – Unter wilden Menschenaffen. Gerstenberg Verlag, Hildesheim 2008, ISBN 978-3-8369-4842-5.
- Das versunkene Piratenschiff – Henry Morgan und die Oxford. Gerstenberg Verlag, Hildesheim 2007, ISBN 978-3-8369-4841-8.
- Scott und Amundsen – Das Rennen zum Südpol. Gerstenberg Verlag, Hildesheim 2007, ISBN 978-3-8067-4838-3.
- Indianer – Sitting Bull, Red Cloud und seine Erben. Gerstenberg Verlag, Hildesheim 2007, ISBN 978-3-8369-4840-1.
- Dschingis Khan – Die geheime Geschichte des Steppenkämpfers. Gerstenberg Verlag, Hildesheim 2006, ISBN 3-8067-4835-7.
- Kosmonauten – Mit 20 Millionen PS ins All. Gerstenberg Verlag, Hildesheim 2006, ISBN 3-8067-4836-5.
- David Livingstone – Das Geheimnis der Nilquellen. Gerstenberg Verlag, Hildesheim 2006, ISBN 3-8067-4839-X.
- Mount Everest – Spurensuche in eisigen Höhen. Gerstenberg Verlag, Hildesheim 2006, ISBN 3-8067-4834-9.

### Hörbücher
- Fußballhelden – Der Weg zur Weltmeisterschaft. JUMBO Verlag Hamburg, 2014, ISBN 978-3-8337-3252-2.
- Kolumbus – Seefahrer, Entdecker, Abenteurer. JUMBO Verlag Hamburg, 2013, ISBN 978-3-8337-3079-5.
- Vulkane – Feuer und Asche über Pompeji. JUMBO Verlag, Hamburg, 2012, ISBN 978-3-8337-2968-3.
- Wikinger – Mit den Nordmännern auf großer Fahrt. JUMBO Verlag, Hamburg, 2012, ISBN 978-3-8337-2967-6.
- Pioniere der Lüfte. Der Traum vom Fliegen. JUMBO Verlag, Hamburg 2011, ISBN 978-3-8337-2846-4.
- Vampire. Die wahre Geschichte von Graf Dracula. JUMBO Verlag, Hamburg 2011, ISBN 978-3-8337-2779-5.
- Napoleon – Der Traum von Macht und Freiheit. JUMBO Verlag, Hamburg 2011, ISBN 978-3-8337-2755-9.
- Feldpost für Pauline. Patmos Verlag / Sauerländer, Mannheim, 2010, ISBN 978-3-8398-4557-8.
- Titanic – Entdeckung auf dem Meeresgrund. headroom Verlag, Köln 2009, ISBN 978-3-934887-90-9.
- James Cook – Die Suche nach dem Paradies. headroom Verlag, Köln 2009, ISBN 978-3-934887-89-3.
- Charles Darwin – Ein Forscher verändert die Welt. headroom Verlag, Köln 2009, ISBN 978-3-934887-78-7.
- Dinosaurier – Reise ins Reich der Urzeit. headroom Verlag, Köln 2008, ISBN 978-3-934887-80-0.
- Jane Goodall und Dian Fossey – Unter wilden Menschenaffen. headroom Verlag, Köln 2008, ISBN 978-3-934887-72-5.
- Indianer – Sitting Bull, Red Cloud und ihre Erben. headroom Verlag, Köln 2007, ISBN 978-3-934887-69-5.
- Magellan – Auf den Spuren des Weltumseglers. headroom Verlag, Köln 2007, ISBN 978-3-934887-81-7.
- David Livingstone – Das Geheimnis der Nilquellen. headroom Verlag, Köln 2006, ISBN 3-934887-64-3.
- Tutanchamun – Das vergessene Königsgrab. headroom Verlag, Köln 2006, ISBN 3-934887-51-1.
- Kosmonauten – Mit 20 Millionen PS ins All. headroom Verlag, Köln 2006, ISBN 3-934887-52-X.
- Das versunkene Piratenschiff – Henry Morgan und die Oxford. headroom Verlag, Köln 2005, ISBN 3-934887-73-2.
- Dschingis Khan – Die geheime Geschichte des Steppenkämpfers. headroom Verlag, Köln 2005, ISBN 3-934887-50-3.
- Im Königreich der Eisbären. headroom Verlag, Köln 2005, ISBN 3-934887-83-X.
- Mount Everest – Spurensuche in eisigen Höhen. headroom Verlag, Köln 2004, ISBN 3-934887-35-X.
- Scott und Amundsen – Das Rennen zum Südpol. headroom Verlag, Köln 2004, ISBN 3-934887-63-5.
- Jack London – Der letzte Goldrausch. headroom Verlag, Köln 2004, ISBN 3-934887-82-1.
- Takla Makan – Schätze unter glühendem Sand. headroom Verlag, Köln 2004, ISBN 3-934887-84-8.

### Jugendromane
- Der Tunnelbauer. Gerstenberg Verlag, Hildesheim 2024, ISBN 978-3-8369-6230-8.
- Tatort Eden 1919. Gerstenberg Verlag, Hildesheim 2018, ISBN 978-3-8369-5681-9.
- Feldpost für Pauline. Gerstenberg Verlag, Hildesheim 2013, ISBN 978-3-8369-5775-5.

- Das Abenteuer Team – Das Geheimnis der Pirateninsel. Erika Klopp Verlag, Hamburg 2007, ISBN 978-3-7817-1411-3.
- Das Abenteuer Team – Das Rätsel der schwarzen Mumie. Erika Klopp Verlag, Hamburg 2007, ISBN 978-3-7817-1412-0.
- Das Abenteuer Team – Das Vermächtnis der großen Jäger. Erika Klopp Verlag, Hamburg 2007, ISBN 978-3-7817-1413-7.

### Kinderbücher
- Fridolin und Friederike. Middelhauve Verlag, München 2001, ISBN 3-7876-9733-0.

## Auszeichnungen und Nominierungen
- 2019 FRIEDOLIN, Jugend-Literaturpreis der Stiftung Weltethos, für Tatort Eden 1919
- 10/2013 Auditorix Hörbuchsiegel 2013/2014 der Initiative Hören e.V. für „Kolumbus - Seefahrer, Entdecker, Abenteurer“
- 07/2013 Auszeichnung „CD des Monats“ der Stiftung Zuhören für „Wikinger. Mit den Nordmännern auf großer Fahrt“
- 03/2013 Auszeichnung „Lesekünstlerin des Jahres“ durch die Arbeitsgemeinschaft „Leseförderung“ im Börsenverein des Deutschen Buchhandels
- 10/2012 Auditorix Hörbuchsiegel 2012/2013 der Initiative Hören e.V. für „Pioniere der Lüfte. Der Traum vom Fliegen“
- 02/2011 Aufnahme in die Deutschlandfunk-Bestenliste „Bücher für junge Leser“ Februar 2011 mit „Marie Curie - Die Entdeckung der Radioaktivität“
- 2010 Nominierung Hörkulino 2010 für Charles Darwin – Ein Forscher verändert die Welt
- 2009 Deutscher Kinderhörspielpreis 2009 für Feldpost für Pauline
- 03/2009 Hörbuchbestenliste von hr2 Kultur für Charles Darwin – Ein Forscher verändert die Welt
- 2008 Kinder- und Jugendsachbuchpreis 2008 des Vereins für Leseförderung e.V. für die Sachbuchreihe Abenteuer & Wissen
- 2009 Nominierung zum Wissenschaftsbuch des Jahres 2009 für Charles Darwin – Ein Forscher verändert die Welt
- 2008 Nominierung zum Wissenschaftsbuch des Jahres 2008 für Jane Goodall & Dian Fossey. Unter wilden Menschenaffen
- 2007 Auswahlliste Deutscher Jugendliteratur-Preis 2007 für Mount Everest. Spurensuche in eisigen Höhen"
- 2007 Deutschlandfunk. Die besten 7 Bücher für junge Leser: Januar/Februar: Kosmonauten. Mit 20 Millionen PS ins All
- IfaK, Institut für angewandte Kindermedienforschung, Hochschule der Medien, Stuttgart
- 2005 CD des Monats Februar 2005: Mount Everest. Spurensuche in eisigen Höhen
- 2007 CD des Monats Januar 2007: David Livingstone. Verschollen in Afrika
- 2005/2006 Die Reihe Abenteuer & Wissen wurde für den Deutschen Hörbuchpreis nominiert.